# FORFUSCO

Logo der FORFUSCO

Das Force maritime des fusiliers marins et commandos (FORFUSCO) ist das Führungskommando der französischen Marinekommandos und Marinefüsiliere der französischen Marine.
FORFUSCO wurde im Jahre 2001 im Rahmen des Commandement des opérations spéciales (COS) aufgestellt und bildet die Wasserkomponente des COS. Dem FORFUSCO unterstehen die Marinefüsiliere und die Marinekommandos. Das FORFUSCO ist in erster Linie für das Planen und die Leitung von amphibischen Kommandoaktionen (zum Beispiel im Vorfeld einer amphibischen Operation) zuständig.

## Fusiliers de Marine
Die Marinefüsiliere sind die leichte Infanterie der französischen Marine. Die etwa 1200 Mann starken Marinefüsiliere sind auf zwei Gruppen aufgeteilt. Eine Gruppe ist in Toulon und die andere in Brest stationiert. Sie bewachen die Gebäude der französischen Kriegshäfen sowie die zwei Fliegerhorste der Marine Lann Bihoue und Nîmes-Garons. Außerdem sind kleine Abteilungen der Marinefüsiliere auf den Kriegsschiffen der französischen Marine für den Objektschutz im Ausland zuständig.

## Commandos de Marine

Barett-Abzeichen der Kommando-Spezialeinheiten

Die sieben Commandos de Marine der französischen Marine unterstehen dem FORFUSCO. Wie viele moderne Eliteeinheiten wurden die Commandos während des Zweiten Weltkrieges aufgestellt. Major Philippe Kieffer stellte im Auftrag der Französischen Exilregierung die ersten Kommandoeinheiten aus Marinesoldaten auf. Diese wurden von den britischen Commandos ausgebildet, nach deren Vorbild sie auch aufgebaut waren. Sie wurden anschließend für Überfalle auf deutsche Stellungen entlang der Kanalküste verwendet. 177 Soldaten des 1er Bataillon de Fusiliers Marins Commandos waren die einzigen französischen Bodentruppen, die an der Landung der Alliierten in der Normandie am 6. Juni 1944 teilnahmen. Zwischen 1945 und 1947 wurden insgesamt sechs Einheiten aufgestellt, die nach gefallenen französischen Offizieren benannt und im französischen Indochinakrieg eingesetzt wurden.
Heute gibt es noch sieben Commandos in der Marine nationale. Dies sind das Commando de Penfentenyo, das Commando Kieffer, das Commando Jaubert, das Commando Trepel, das Commando de Montfort, das Commando Hubert und das Commando Ponchardier.

### Commando de Penfentenyo
Das Commando de Penfentenyo ist für die Aufklärung zuständig und ähnelt der amerikanischen Force Reconnaissance.

### Commando Jaubert und Commando Trepel
Die Commandos Jaubert und Trepel sind für den Angriff auf See und im Küstenbereich zuständig. Sie sind etwa 80 Mann stark und auf vier Züge mit jeweils 20 Mann verteilt. Der erste Zug ist der Führungszug. Ihm gehören der Kommandant, Fernmelder, Sanitäter sowie weitere Hilfskräfte an. Der zweite Zug ist für die Aufklärung zuständig. Er erkundet den Strandabschnitt und umstehende Gebäude und entscheidet schließlich, ob der Strand angegriffen werden kann. Der Angriffszug schließlich greift den Strand, oder auch andere Objekte wie Gebäude an Land oder Bohrplattformen, mit Hilfe des Unterstützungszuges an. Der letzte Zug ist der Unterstützungszug. Er verfügt über die schweren Waffen des Commandos, wie Panzer- und Luftabwehrwaffen, Mörser und Granatwerfer, schwere Maschinengewehre aber auch über gut ausgebildete Scharfschützen.

### Commando de Montfort
Das Commando de Montfort verfügt über Minentaucher und seine Aufgaben bestehen im Verlegen von Minen auf hoher See.

### Commando Kieffer
C4ISR, Diensthunde

### Commando Hubert
Das Commando Hubert stellt heute eine Elite innerhalb der Elite dar. Es wurde im Jahre 1953 nach den Erfahrungen im Indochinakrieg in eine Kampfschwimmereinheit umgewandelt.

### Commando Ponchardier
Das Commando Ponchardier bestand ursprünglich zwischen 1945 und 1946 als Kolonialeinheit. 2015 wurde es als Spezialeinheit der Marine neu aufgestellt.

## GCMC
Die Groupe de Combat en Milieu Clos (GCMC), war die Nahkampfgruppe, aufgestellt im 1984. Es war die maritime Antiterrorkomponente des COFUSCOs. Diese Unterabteilung bestand aus 17 Soldaten, die aus den anderen Kommandoeinheiten der französischen Marine rekrutiert werden. GCMC bestand aus einem Kommandanten und 16 Soldaten, die auf zwei jeweils acht Mann starken Gruppen verteilt werden. Diese zwei Gruppen könnten noch einmal in vier Vier-Mann-Teams aufgeteilt werden. Das Team wurde im Kampf in beengten Räumen spezialisiert war. Die Einheit führt in Zusammenarbeit mit der GIGN Geiselbefreiungen auf See durch oder erobert Schiffe und Bohrplattformen.